# Lights (album Ellie Goulding)
Lights – debiutancki album angielskiej wokalistki Ellie Goulding wydany w 26 lutego 2010 roku. Krążek dotarł do pierwszego miejsca UK Albums Chart rozchodząc się w pierwszym tygodniu od premiery w 36 854 egzemplarzy. Do czerwca 2012 roku album sprzedał się na całym świecie w 1,3 milionach egzemplarzy wraz z 850 000 kopii w samej Wielkiej Brytanii.
29 listopada 2010 ukazała się reedycja albumu zatytułowana Bright Lights, która zawiera sześć nowych utworów. 8 marca 2011 album ukazał się w Stanach Zjednoczonych. Edycja wydana w Ameryce Północnej zawiera trzy nowe utwory, które nie znalazły się na standardowej wersji albumu, ale zostały umieszczone na reedycji Bright Lights. Reedycja zawiera swa singie, „Your Song”, cover Elthon'a Jhon'a, który wskoczył na 2 pozycję UK Singles Chart oraz „Lights”, który dotarł na drugą pozycję notowania Billboard Hot 100 stając się największym hitem Goulding w Stanach Zjednoczonych w ówczesnym czasie.
Piosenkę „Your Song” Ellie wykonała również na ślubie Księcia Wilhelma i Kate Middleton w 2012 roku.
26 lutego 2020 roku, wokalistka wydała album raz jeszcze w ramach 10 rocznicy wydania. Wydawnictwo nosi tytuł Lights 10. Reedycja zawiera pełną listę utworów z oryginalnego albumu oraz 7 utworów, które oryginalnie znalazły się na pierwszej reedycji "Lights", Bright Lights oraz sześć remixów, które pierwotnie można było usłyszeć na EP Run into the Light. Z okazji Record Store Day w 2020, Goulding ogłosiła wydanie tego wznowionego albumu jako LP na winylu z recyklingu, aby zmniejszyć wpływ na środowisko.

## Początki
17 listopada przed premierą albumu Lights Ellie Goulding udzieliła wywiadu dla rozgłośni radiowej BBC Wales, w którym opowiedziała jak została zauważona przez ludzi z branży – "Wziąłem udział w uniwersyteckim konkursie talentów, na którym zostałem zauważona przez kilka osób z widowni". [***] "Jednego dnia nic nie robię, tylko piszę piosenki w swojej sypialni, w następnej minucie zostaje zaproszona do 'Later with Jools Holland'."
Następnie, po 2 latach na uczelni Goulding opuściła studia aby podpisać kontrakt z wytwórnią płytową Polydor Records w 2009 roku. Pierwszy w dorobku singiel oraz jednocześnie pierwszy singiel z Lights Goulding wydała za pośrednictwem niezależnej wytwórni Neon Gold Records zamiast Polydor Records aby nie odczuwać zbyt dużej presji.
Goulding wyjaśniła, iż album składa się z piosenek, które na przestrzeni wcześniejszych dwóch lat tworzyła i grała na gitarze. Wiele piosenek jest wynikiem zawirować uczuciowych autorki, jej wzlotów i upadków. Na albumie znalazła się również pierwsza piosenka jaką kiedykolwiek Ellie napisała "Wish I Stayed". Po przeprowadzce z Hereford do Londynu piosenkarka poznała producenta głównego albumu Lights, Starsmith. W jednym z wywiadów opowiedziała o relacji między nimi – "Spotkanie ze Starsmith było darem niebios. Jesteśmy jak brat i siostra. Dużo się kłócimy, ale nic nie da się osiągnąć bez twórczego napięcia". W pracy nad albumem Goulding współpracowała również wraz z producentami takimi jak – Frankmusik, Fraser T. Smith, Richard Stannard oraz Ash Howes. W jednym z wywiadów piosenkarka przyznała, iż "Większość albumu została nagrana w sypialni Starsmith w Bromley". W wywiadzie dla  Daily Star, Gouldimg powiedziała: "Chociaż piszę [melodie] za pomocą gitary, słyszę w głowie cały dźwięk piosenek to Fin [Starsmith] to ktoś, kto rozumie całość".

## Promocja

### Single
Lights był promowany przez 4 single studyjne, Under the Sheets”, „Starry Eyed”, „Guns and Horses” oraz „The Writer”.
Under the Sheets jako główny singiel albumu został wydany 9 listopada 2009 roku zdobywając 53 jako najwyższą swoją pozycję na notowaniu UK Singles Chart.
Starry Eyed drugi singiel promujący album, został wydany 22 lutego 2010 roku plasując się czwartej pozycji brytyjskiego notowania singli.
Guns and Horses został wydany jako singiel trzeci promujący album 17 maja 2010 roku zdobywając pozycję 26 w Wielkiej Brytanii.
The Writer czwarty singiel z albumu został wydany 8 sierpnia 2010 roku zdobywając 19 pozycję w UK.
Bright Lights – reedycja albumu Lights promowana była przez dwa single – Lights oraz Your Song.
Your Song – cover piosenki Eltona Johna z 1970 roku, który został wydany na singlu 12 listopada 2010 jako główny singiel z reedycji Lights – Bright Lights. Utwór zdobył pozycję drugą w brytyjskim notowaniu singli radiowych UK Singles Chart jako drugi utwór od początku kariery piosenkarki. Piosenka pojawiła się w reklamie świątecznej Johna Lewisa w Wielkiej Brytanii w 2010 roku. Piosenkę „Your Song” Ellie wykonała również na ślubie księcia Wilhelma i Kate Middleton w 2012 roku.
Lights – tytułowa piosenka albumu początkowo była dostępna jedynie jako bonus track w iTunes wersji wydawnictwa.
Następnie jako singiel promujący reedycję Lights – Bright Lights, 16 lutego 2011 roku oraz  formacjie EP 13 marca 2011 roku wraz z kilkoma remixami. Piosenka zajęła 49 pozycję na UK Singles Chart. 23 maja 2011 Lights zostało wydane jako singiel w USA i Kanadzie zdobywając pozycję 2 na Billboard Hot 100 oraz 7 na Billboard Canadian Hot 100. Do czerwca 2013 roku piosenka sprzedała się w czterech milionach egzemplarzy w USA.

### Wystąpienia
Goulding promowała alnum m.in. występując na Coachella Valley Music and Arts Festival w kwietniu 2011.. Amerykański debiut miała w programie Jimmy Kimmel Live! 7 kwietnia 2011, wystąpiła wtedy z "Starry Eyed". Wykonała "Lights" i "Your Song" w Saturday Night Live 7 maja 2011 oraz w The Early Show 30 lipca 2011. Goulding zaśpiewała „około 14 piosenek” na przyjęciu weselnym księcia Wilhelma i Kate Middleton w Pałacu Buckingham, w tym wykonaniem „Your Song” na pierwszy taniec pary. Goulding występowała drugi raz tego samego roku na Radio 1's Big Weekend 14 maja 2011 roku. Piosenkarka była gwiazdą festiwalu Wakestock 2011 w Walii, występując 8 lipca 2011.
W sierpniu drugi rok z rzędu wystąpiła na V Festival. W dniu 6 sierpnia 2011 roku Goulding wystąpiła na festiwalu Lollapalooza w Chicago.
W dniu 1 grudnia 2011 roku piosenkarka wystąpiła w Białym Domu podczas krajowej ceremonii zapalania choinki, obok takich gwiazd jak Big Time Rush i will.i.am. Również Goulding wystąpiła na dorocznym koncercie z pokojową nagrodą Nobla 11 grudnia 2011 roku W Oslo w Norwegii. Piosenkarka była gościem w amerykańskim programach telewizyjnych takich jak Late Show with David Letterman 18 stycznia 2012 oraz The Ellen DeGeneres Show 12 kwietnia 2012 w obu wykjonała singiel Lights.

### Trasa koncertowa
The Lights Tour (2010)

## Odbiór krytyków
Lights ogólnie otrzymał pozytywne recenzje krytyków. Na Metacritic, który przyznaje maksymalnie ocenę  100, album otrzymał średnią ocenę 65 na podstawie 19 recenzji.
Stephen Troussé z portalu Pitchfork napisał: „Poza bezpośrednim kontekstem Lights jest czymś swietnym, zawsze obiecujący debiut. To album o wychodzeniu z domu, działa najlepiej, gdy kontrast między piosenkarzem folkowym a popową produkcją współgra z napięciem między domem a urokiem miasta. Jody Rosen z Rolling Stone napisał, iż album „Umieszcza wokale [Goulding] i melodie w tonacji molowej na tle klubowej mieszanki syntezatorów i energicznych, ruchliwych rytmów electro producenta Starsmith. Rezultaty są nastrojowe [...], ładne [...] i jednolicie chwytliwe. W mieszanej recenzji Claire Allfree z brytyjskiego magazynu Metro postrzegała album jako „niezaprzeczalnie dość napowietrzony synthpop”, ale czuła, że „dziewczęcy, serdeczny głos Goulding jest dziwnie bezgłębny, podczas gdy elektroniczna mgiełka i czterokondygnacyjne rytmy house prawie idealnie skalibrowanego nijakiego dźwięku. Mark Beaumont z magazynu NME stwierdził, iż „nie ma tu nic na tyle przełomowego, aby usprawiedliwić krytyczne spienienie. Jest to w dużej mierze prosty folk-pop nakrapiany łagodnym mrozem sekwencyjnych bitów, Auto-Tune i syntezatorowym skwierczeniem". David Renshaw z Drinent in Sound stwierdził, że „Lights brzmi jak naiwny album folkowy po remixie z blogu” i podsumował: „Pozbawione prawdziwej duszy lub poczucia szczerości Lights mogą być dość puste". Alexis Petridis z The Guardian nie był pod wrażeniem, odrzucając album jako „ogólny akustyczny materiał piosenkarki i autorki tekstów”.
Neil McCormick z The Daily Telegraph pochwalił "bujną produkcję electro-dance" Starsmith, stwierdzając, że "wywołuje tryskający, bez tchu przypływ mocnych emocji, które mogłyby zyskać na przynajmniej odrobinie powściągliwości i intymności. Camilla Pia z magazynu The Fly zachwycała się: „Pełen iskrzącego popu z folkowym sercem i elektronicznym ostrzem debiut jest absurdalnie zaraźliwy”. Caryn Ganz ze Spin nazwała album „błyszczącym, zdrowym dance-popem” napisała, że Goulding „ślizga się przez blippy hymny [...], pompowane disco [...] i delikatne rytmy [...] z wróżkowym głosem, który jest o jeden stopień słodszy niż Emily Haines z Metric. Matthew Chisling z AllMusic wyraził opinię, iż na albumie „brakuje dramatycznego załamania i huku jak w przypadku albumu Florence and the Machine Lungs, ale z pewnością jest bardziej powściągliwym i fascynującym niż debiutanckie płyty Pixie Lott i Little Boots”, dodając, że „Goulding jest w stanie znieść najlepsze części wszystkich jej współczesnych stylów i tworzyć przyjemne i zaskakujące płyty."

## Wyniki komercyjne
Lights zadebiutował na pozycji pierwszej notowania UK Albums Chart w Wielkiej Bytani z liczbą 36,854 sprzedanych egzemplarzy w pierwszym tygodniu po premierze. W drugim tygodniu album spadł na pozycję 16 z 19,398 sprzedanych kopii. Był to trzeci największy spadek w historii notowania – po albumie Bionic Christiny Aguilery w 2010 roku, który spadł na miejsce 29 oraz All Things Must Pass Georgea Harrisona z 1970 roku, który spadł na 18 listę notowania w drugim tygodniu po premierze. Album Lights był 24 najlepiej sprzedającym się albumem w UK w 2010 roku z liczbą prawie 300 000 sprzedanych kopii do końca listopada 2010. Z początkiem stycznia 2011 roku debiutancki album Goulding wrócił na pozycję 10 notowania UK Albums Chart i pozostał w pierwszej dziesiątce przez sześć następnych tygodni. Po wystąpieniu Goulding na Ślubie księcia Wilhelma i Catherine Middleton 29 kwietnia 2011, album powrócił na łamy notowania 8 maja z pozycją 23 po nieobecności przez 13 tygodni, kończąc na miejscu 10 z liczbą 11 981 sprzedanych kopii. 22 lipca 2013 roku Lights otrzymał podwójną platynę od (BPI) – British Phonographic Industry. Do kwietnia 2020 roku zostało sprzedanych 840 000 kopii w Wielkiej Brytanii.
Lights zadebiutował w Irlandii na pozycji 12 notowania Irish Albums Chart 4 marca 2010 roku. W Europie album osiągnął pozycję 8 notowania European Top 100 Albums, 28 w Nowej Zelandii, 35 w Norwegii, 42 w Niemczech, 54 w Belgii i 90 w Szwajcarii.
Wydana 23 marca 2011 wersja Lights zadebiutowała w Stanach Zjednoczonych na pozycji 129 notowania Billboard 200 oraz pierwszej notowania Heatseekers Albums, sprzedając 4000 kopii w pierwszym tygodniu. Po występnie Goulding w programie Saturday Night Live album wrócił na miejsce 82 w Billboard 200 21 maja 2011, wspinając się na numer 76 w następnym tygodniu. 21 lipca 2012 roku album wskoczył z numeru 116 na szczytowe miejsce na 21 ze sprzedażą 23 000 egzemplarzy – wzrost o 444% w porównaniu z poprzednim tygodniem. W czerwcu 2012 roku album sprzedał się w 300 000 egzemplarzy w USA. Lights zadebiutował pod numerem 76 na kanadyjskiej liście albumów Billboard Canadian Albums w dniu 12 maja 2011 roku, osiągając szczyt pod numerem 66 w następnym tygodniu. Album sprzedał się w liczbie 1,6 miliona egzemplarzy na całym świecie od października 2012 roku.
Bright Lights reedycja albumu wydana w listopadzie 2010 roku uplasowała się w top 100 na pozycji 24 z 23,629 sprzedanych egzemplarzy. Bright Lights, pierwszy raz znalazł się na Irish top 10 na pozycji 6 24 lutego 2011.

## Lista utworów
| Lights – Edycja standardowa | Lights – Edycja standardowa         | Lights – Edycja standardowa            | Lights – Edycja standardowa | Lights – Edycja standardowa |
| Nr                          | Tytuł utworu                        | Autorzy                                | Produkcja                   | Długość                     |
| --------------------------- | ----------------------------------- | -------------------------------------- | --------------------------- | --------------------------- |
| 1.                          | „Guns and Horses”                   | Ellie Goulding, John Fortis            | Starsmith                   | 3:35                        |
| 2.                          | „Starry Eyed”                       | Ellie Goulding, Jonny Lattimer         | Starsmith                   | 2:56                        |
| 3.                          | „This Love (Will Be Your Downfall)” | Ellie Goulding, Starsmith              | Starsmith                   | 3:53                        |
| 4.                          | „Under the Sheets”                  | Ellie Goulding, Starsmith              | Starsmith                   | 3:44                        |
| 5.                          | „The Writer”                        | Ellie Goulding, Jonny Lattimer         | Starsmith                   | 4:11                        |
| 6.                          | „Every Time You Go”                 | Ellie Goulding, John Fortis, Starsmith | Starsmith                   | 3:25                        |
| 7.                          | „Wish I Stayed”                     | Ellie Goulding                         | Frankmusik                  | 3:40                        |
| 8.                          | „Your Biggest Mistake”              | Ellie Goulding, Fraser T. Smith        | Fraser T. Smith             | 3:25                        |
| 9.                          | „I'll Hold My Breath”               | Ellie Goulding, Starsmith              | Starsmith                   | 3:45                        |
| 10.                         | „Salt Skin”                         | Ellie Goulding, Starsmith              | Starsmith                   | 4:17                        |
|                             |                                     |                                        |                             | 36:51                       |

| Lights – europejska wersja iTunes zawiera standardową listę utworów plus poniższe | Lights – europejska wersja iTunes zawiera standardową listę utworów plus poniższe | Lights – europejska wersja iTunes zawiera standardową listę utworów plus poniższe | Lights – europejska wersja iTunes zawiera standardową listę utworów plus poniższe | Lights – europejska wersja iTunes zawiera standardową listę utworów plus poniższe |
| Nr                                                                                | Tytuł utworu                                                                      | Autorzy                                                                           | Produkcja                                                                         | Długość                                                                           |
| --------------------------------------------------------------------------------- | --------------------------------------------------------------------------------- | --------------------------------------------------------------------------------- | --------------------------------------------------------------------------------- | --------------------------------------------------------------------------------- |
| 1.                                                                                | „Lights”                                                                          | Ellie Goulding, Richard Stannard                                                  | Richard Stannard, Ash Howes                                                       | 4:05                                                                              |
| 2.                                                                                | „Under the Sheets (teledysk)”                                                     |                                                                                   |                                                                                   | 3:52                                                                              |
| 3.                                                                                | „Starry Eyed (teledysk)”                                                          |                                                                                   |                                                                                   | 3:04                                                                              |
| 4.                                                                                | „Starry Eyed (AN21 oraz Max Vangeli Remix) (pre-order only)”                      | Ellie Goulding, Jonny Lattimer                                                    |                                                                                   | 8:17                                                                              |
| 5.                                                                                | „Under the Sheets (Baby Monster Remix) (pre-order only)”                          | Ellie Goulding, Starsmith                                                         |                                                                                   | 4:41                                                                              |
|                                                                                   |                                                                                   |                                                                                   |                                                                                   | 23:59                                                                             |

| Lights – wersja Niemiecka iTunes zawiera standardową listę utworów plus poniższe | Lights – wersja Niemiecka iTunes zawiera standardową listę utworów plus poniższe | Lights – wersja Niemiecka iTunes zawiera standardową listę utworów plus poniższe | Lights – wersja Niemiecka iTunes zawiera standardową listę utworów plus poniższe | Lights – wersja Niemiecka iTunes zawiera standardową listę utworów plus poniższe |
| Nr                                                                               | Tytuł utworu                                                                     | Autorzy                                                                          | Produkcja                                                                        | Długość                                                                          |
| -------------------------------------------------------------------------------- | -------------------------------------------------------------------------------- | -------------------------------------------------------------------------------- | -------------------------------------------------------------------------------- | -------------------------------------------------------------------------------- |
| 1.                                                                               | „Lights”                                                                         | Ellie Goulding, Richard Stannard, Ash Howes                                      | Richard Stannard, Ash Howes                                                      | 4:05                                                                             |
| 2.                                                                               | „Wish I Stayed" (acoustic) (video)”                                              |                                                                                  |                                                                                  | 4:00                                                                             |
| 3.                                                                               | „Roscoe" (acoustic) (video)”                                                     |                                                                                  |                                                                                  | 3:27                                                                             |
|                                                                                  |                                                                                  |                                                                                  |                                                                                  | 11:32                                                                            |

| Lights – vinyl bonus zawiera standardową listę utworów plus poniższe | Lights – vinyl bonus zawiera standardową listę utworów plus poniższe | Lights – vinyl bonus zawiera standardową listę utworów plus poniższe | Lights – vinyl bonus zawiera standardową listę utworów plus poniższe | Lights – vinyl bonus zawiera standardową listę utworów plus poniższe |
| Nr                                                                   | Tytuł utworu                                                         | Autorzy                                                              | Produkcja                                                            | Długość                                                              |
| -------------------------------------------------------------------- | -------------------------------------------------------------------- | -------------------------------------------------------------------- | -------------------------------------------------------------------- | -------------------------------------------------------------------- |
| 1.                                                                   | „Lights (single version)”                                            | Ellie Goulding, Richard Stannard, Ash Howes                          | Richard Stannard, Ash Howes                                          | 3:32                                                                 |
|                                                                      |                                                                      |                                                                      |                                                                      | 3:32                                                                 |

| Bright Lights – bonus tracks zawiera standardową listę utworów plus poniższe | Bright Lights – bonus tracks zawiera standardową listę utworów plus poniższe | Bright Lights – bonus tracks zawiera standardową listę utworów plus poniższe | Bright Lights – bonus tracks zawiera standardową listę utworów plus poniższe | Bright Lights – bonus tracks zawiera standardową listę utworów plus poniższe |
| Nr                                                                           | Tytuł utworu                                                                 | Autorzy                                                                      | Produkcja                                                                    | Długość                                                                      |
| ---------------------------------------------------------------------------- | ---------------------------------------------------------------------------- | ---------------------------------------------------------------------------- | ---------------------------------------------------------------------------- | ---------------------------------------------------------------------------- |
| 1.                                                                           | „Lights (single version)”                                                    | Ellie Goulding, Richard Stannard, Ash Howes                                  | Richard Stannard, Ash Howes                                                  | 3:32                                                                         |
| 2.                                                                           | „Human”                                                                      | Ellie Goulding, Starsmith                                                    | Starsmith                                                                    | 4:09                                                                         |
| 3.                                                                           | „Little Dreams”                                                              | Ellie Goulding, Liam Howe                                                    | Liam Howe                                                                    | 3:18                                                                         |
| 4.                                                                           | „Home”                                                                       | Ellie Goulding, Fred Falke                                                   | Fred Falke                                                                   | 3:24                                                                         |
| 5.                                                                           | „Animal”                                                                     | Ellie Goulding, Starsmith                                                    | Starsmith                                                                    | 3:40                                                                         |
| 6.                                                                           | „Believe Me”                                                                 | Ellie Goulding, Crispin Hunt, Rob Blake                                      | Rob Blake, Crispin Hunt, Fred Falke                                          | 4:03                                                                         |
| 7.                                                                           | „Your Song (bonus track)”                                                    | Elton John, Bernie Taupin                                                    | Ben Lovett                                                                   | 3:10                                                                         |
|                                                                              |                                                                              |                                                                              |                                                                              | 25:16                                                                        |

| Bright Lights – iTunes deluxe edition bonus tracks zawiera standardową listę utworów plus poniższe | Bright Lights – iTunes deluxe edition bonus tracks zawiera standardową listę utworów plus poniższe | Bright Lights – iTunes deluxe edition bonus tracks zawiera standardową listę utworów plus poniższe | Bright Lights – iTunes deluxe edition bonus tracks zawiera standardową listę utworów plus poniższe |
| Nr                                                                                                 | Tytuł utworu                                                                                       | Autorzy                                                                                            | Długość                                                                                            |
| -------------------------------------------------------------------------------------------------- | -------------------------------------------------------------------------------------------------- | -------------------------------------------------------------------------------------------------- | -------------------------------------------------------------------------------------------------- |
| 1.                                                                                                 | „The End (acoustic)”                                                                               | Ellie Goulding                                                                                     | 4:15                                                                                               |
| 2.                                                                                                 | „Lights (live at the iTunes Festival)”                                                             | Ellie Goulding, Richard Stannard, Ash Howes                                                        | 5:18                                                                                               |
| 3.                                                                                                 | „Every Time You Go (live at the iTunes Festival)”                                                  | Ellie Goulding, John Fortis, Starsmith                                                             | 3:40                                                                                               |
| 4.                                                                                                 | „This Love (Will Be Your Downfall) (live at the iTunes Festival)”                                  | Ellie Goulding, Starsmith                                                                          | 3:59                                                                                               |
| 5.                                                                                                 | „Your Biggest Mistake (live at the iTunes Festival)”                                               | Ellie Goulding, Fraser T. Smith                                                                    | 3:24                                                                                               |
| 6.                                                                                                 | „The Writer (live at the iTunes Festival)”                                                         | Ellie Goulding, Jonny Lattimer                                                                     | 4:09                                                                                               |
| 7.                                                                                                 | „Wish I Stayed (live at the iTunes Festival)”                                                      | Ellie Goulding                                                                                     | 4:26                                                                                               |
| 8.                                                                                                 | „I'll Hold My Breath (live at the iTunes Festival)”                                                | Ellie Goulding, Starsmith                                                                          | 3:47                                                                                               |
| 9.                                                                                                 | „Roscoe (live at the iTunes Festival)”                                                             | Tim Smith                                                                                          | 3:27                                                                                               |
| 10.                                                                                                | „Guns and Horses (live at the iTunes Festival)”                                                    | Ellie Goulding, John Fortis                                                                        | 3:42                                                                                               |
| 11.                                                                                                | „Salt Skin (live at the iTunes Festival)”                                                          | Ellie Goulding, Starsmith                                                                          | 5:10                                                                                               |
| 12.                                                                                                | „Under the Sheets (live at the iTunes Festival)”                                                   | Ellie Goulding, Starsmith                                                                          | 3:55                                                                                               |
| 13.                                                                                                | „Starry Eyed (live at the iTunes Festival)”                                                        | Ellie Goulding, Jonny Lattimer                                                                     | 3:48                                                                                               |
| 14.                                                                                                | „Under the Sheets (teledysk)”                                                                      | | 3:53                                                                                               |
| 15.                                                                                                | „Starry Eyed (teledysk)”                                                                           | | 3:05                                                                                               |
| 16.                                                                                                | „Guns and Horses (teledysk)”                                                                       | | 3:42                                                                                               |
| 17.                                                                                                | „The Writer(teledysk)”                                                                             | | 3:57                                                                                               |
| 18.                                                                                                | „Your Song (teledysk)”                                                                             | | 3:20                                                                                               |
| | | | 1:10:57                                                                                            |

| Bright Lights – edycja USA oraz wydanie Kanadyjskie | Bright Lights – edycja USA oraz wydanie Kanadyjskie | Bright Lights – edycja USA oraz wydanie Kanadyjskie | Bright Lights – edycja USA oraz wydanie Kanadyjskie | Bright Lights – edycja USA oraz wydanie Kanadyjskie |
| Nr                                                  | Tytuł utworu                                        | Autorzy                                             | Produkcja                                           | Długość                                             |
| --------------------------------------------------- | --------------------------------------------------- | --------------------------------------------------- | --------------------------------------------------- | --------------------------------------------------- |
| 1.                                                  | „Lights (single version)”                           | Ellie Goulding, Richard Stannard, Ash Howes         | Richard Stannard, Ash Howes                         | 4:05                                                |
| 2.                                                  | „Guns and Horses”                                   | Ellie Goulding, John Fortis                         | Starsmith                                           | 3:35                                                |
| 3.                                                  | „Starry Eyed”                                       | Ellie Goulding, Jonny Lattimer                      | Starsmith                                           | 2:56                                                |
| 4.                                                  | „This Love (Will Be Your Downfall)”                 | Ellie Goulding, Starsmith                           | Starsmith                                           | 3:53                                                |
| 5.                                                  | „Under the Sheets”                                  | Ellie Goulding, Starsmith                           | Starsmith                                           | 3:44                                                |
| 6.                                                  | „The Writer”                                        | Ellie Goulding, Jonny Lattimer                      | Starsmith                                           | 4:11                                                |
| 7.                                                  | „Animal”                                            | Ellie Goulding, Starsmith                           | Starsmith                                           | 3:40                                                |
| 8.                                                  | „Every Time You Go”                                 | Ellie Goulding, John Fortis, Starsmith              | Starsmith                                           | 3:25                                                |
| 9.                                                  | „Your Biggest Mistake”                              | Ellie Goulding, Fraser T Smith                      | Fraser T. Smith                                     | 3:25                                                |
| 10.                                                 | „Salt Skin”                                         | Ellie Goulding, Starsmith                           | Starsmith                                           | 4:17                                                |
| 11.                                                 | „Your Song”                                         | Elton John, Bernie Taupin                           | Ben Lovett                                          | 3:10                                                |
|                                                     |                                                     |                                                     |                                                     | 40:21                                               |

| Lights – Amazon Exclusive USA bonus track zawiera standardową listę utworów plus poniższe | Lights – Amazon Exclusive USA bonus track zawiera standardową listę utworów plus poniższe | Lights – Amazon Exclusive USA bonus track zawiera standardową listę utworów plus poniższe | Lights – Amazon Exclusive USA bonus track zawiera standardową listę utworów plus poniższe | Lights – Amazon Exclusive USA bonus track zawiera standardową listę utworów plus poniższe |
| Nr                                                                                        | Tytuł utworu                                                                              | Autorzy                                                                                   | Produkcja                                                                                 | Długość                                                                                   |
| ----------------------------------------------------------------------------------------- | ----------------------------------------------------------------------------------------- | ----------------------------------------------------------------------------------------- | ----------------------------------------------------------------------------------------- | ----------------------------------------------------------------------------------------- |
| 1.                                                                                        | „Human”                                                                                   | Ellie Goulding, Starsmith                                                                 | Starsmith                                                                                 | 4:09                                                                                      |
|                                                                                           |                                                                                           |                                                                                           |                                                                                           | 4:09                                                                                      |

| Lights – Ameryka północna bonus track zawiera standardową listę utworów plus poniższe | Lights – Ameryka północna bonus track zawiera standardową listę utworów plus poniższe | Lights – Ameryka północna bonus track zawiera standardową listę utworów plus poniższe | Lights – Ameryka północna bonus track zawiera standardową listę utworów plus poniższe |
| Nr                                                                                    | Tytuł utworu                                                                          | Autorzy                                                                               | Długość                                                                               |
| ------------------------------------------------------------------------------------- | ------------------------------------------------------------------------------------- | ------------------------------------------------------------------------------------- | ------------------------------------------------------------------------------------- |
| 1.                                                                                    | „Starry Eyed (live at the Cherrytree House)”                                          | Ellie Goulding, Jonny Lattimer                                                        | 3:02                                                                                  |
|                                                                                       |                                                                                       |                                                                                       | 3:02                                                                                  |

| Lights 10 – Disc 1 | Lights 10 – Disc 1                  | Lights 10 – Disc 1                     | Lights 10 – Disc 1 | Lights 10 – Disc 1 |
| Nr                 | Tytuł utworu                        | Autorzy                                | Produkcja          | Długość            |
| ------------------ | ----------------------------------- | -------------------------------------- | ------------------ | ------------------ |
| 1.                 | „Guns and Horses”                   | Ellie Goulding, John Fortis            | Starsmith          | 3:35               |
| 2.                 | „Starry Eyed”                       | Ellie Goulding, Jonny Lattimer         | Starsmith          | 2:56               |
| 3.                 | „This Love (Will Be Your Downfall)” | Ellie Goulding, Starsmith              | Starsmith          | 3:53               |
| 4.                 | „Under the Sheets”                  | Ellie Goulding, Starsmith              | Starsmith          | 3:44               |
| 5.                 | „The Writer”                        | Ellie Goulding, Jonny Lattimer         | Starsmith          | 4:11               |
| 6.                 | „Every Time You Go”                 | Ellie Goulding, John Fortis, Starsmith | Starsmith          | 3:25               |
| 7.                 | „Wish I Stayed”                     | Ellie Goulding                         | Frankmusik         | 3:40               |
| 8.                 | „Your Biggest Mistake”              | Ellie Goulding, Fraser T. Smith        | Fraser T. Smith    | 3:25               |
| 9.                 | „I'll Hold My Breath”               | Ellie Goulding, Starsmith              | Starsmith          | 3:45               |
| 10.                | „Salt Skin”                         | Ellie Goulding, Starsmith              | Starsmith          | 4:17               |
|                    |                                     |                                        |                    | 36:51              |

| Lights 10 – Disc 2 – Bright Lights | Lights 10 – Disc 2 – Bright Lights | Lights 10 – Disc 2 – Bright Lights          | Lights 10 – Disc 2 – Bright Lights  | Lights 10 – Disc 2 – Bright Lights |
| Nr                                 | Tytuł utworu                       | Autorzy                                     | Produkcja                           | Długość                            |
| ---------------------------------- | ---------------------------------- | ------------------------------------------- | ----------------------------------- | ---------------------------------- |
| 1.                                 | „Lights (single version)”          | Ellie Goulding, Richard Stannard, Ash Howes | Richard Stannard, Ash Howes         | 3:32                               |
| 2.                                 | „Human”                            | Ellie Goulding, Starsmith                   | Starsmith                           | 4:09                               |
| 3.                                 | „Little Dreams”                    | Ellie Goulding, Liam Howe                   | Liam Howe                           | 3:18                               |
| 4.                                 | „Home”                             | Ellie Goulding, Fred Falke                  | Fred Falke                          | 3:24                               |
| 5.                                 | „Animal”                           | Ellie Goulding, Starsmith                   | Starsmith                           | 3:40                               |
| 6.                                 | „Believe Me”                       | Ellie Goulding, Crispin Hunt, Rob Blake     | Rob Blake, Crispin Hunt, Fred Falke | 4:03                               |
| 7.                                 | „Your Song (bonus track)”          | Elton John, Bernie Taupin                   | Ben Lovett                          | 3:10                               |
|                                    |                                    |                                             |                                     | 25:16                              |

| Lights 10 – Disc 3 – Run Into The Light | Lights 10 – Disc 3 – Run Into The Light           | Lights 10 – Disc 3 – Run Into The Light     | Lights 10 – Disc 3 – Run Into The Light     | Lights 10 – Disc 3 – Run Into The Light |
| Nr                                      | Tytuł utworu                                      | Autorzy                                     | Produkcja                                   | Długość                                 |
| --------------------------------------- | ------------------------------------------------- | ------------------------------------------- | ------------------------------------------- | --------------------------------------- |
| 1.                                      | „This Love (Will Be Your Downfall) (Mille Remix)” | Ellie Goulding, Starsmith                   | Starsmith, Mille                            | 5:47                                    |
| 2.                                      | „Guns and Horses (Monsieur Adi Remix)”            | Ellie Goulding, John Fortis                 | Starsmith, Monsieur Adi                     | 4:34                                    |
| 3.                                      | „Lights (Fear of Tigers Remix)”                   | Ellie Goulding, Richard Stannard, Ash Howes | Richard Stannard, Ash Howes, Fear of Tigers | 5:00                                    |
| 4.                                      | „Salt Skin (Alex Metric Remix)”                   | Ellie Goulding, Starsmith                   | Starsmith, Alex Metric                      | 5:09                                    |
| 5.                                      | „Starry Eyed (Russ Chimes Remix)”                 | Ellie Goulding, Jonny Lattimer              | Starsmith, Russ Chimes                      | 4:57                                    |
| 6.                                      | „Under the Sheets (Jakwob Remix)”                 | Ellie Goulding, Starsmith                   | Starsmith, Jakwob                           | 5:48                                    |
|                                         |                                                   |                                             |                                             | 31:15                                   |

## Notowania
| Lista (2010–12)                    | Najwyższa pozycja |
| ---------------------------------- | ----------------- |
| Australian Hitseekers Albums Chart | 4                 |
| Belgian Albums Chart (Flanders)    | 54                |
| Canadian Albums Chart              | 66                |
| European Top 100 Albums            | 8                 |
| German Albums Chart                | 42                |
| Greek Foreign Albums Chart         | 38                |
| Irish Albums Chart                 | 6                 |
| New Zealand Albums Chart           | 28                |
| Norwegian Albums Chart             | 35                |
| Polish Album Chart                 | 85                |
| Scottish Album Chart               | 6                 |
| Swiss Albums Chart                 | 90                |
| UK Albums Chart                    | 1                 |
| US Billboard 200                   | 21                |

| Lista (2012–13)                    | Najwyższa pozycja |
| ---------------------------------- | ----------------- |
| Australian Hitseekers Albums Chart | 56                |
| Belgian Albums Chart (Flanders)    | 179               |

| Lista (2010)    | Pozycja |
| --------------- | ------- |
| UK Albums Chart | 24      |
| Lista (2011)    | Pozycja |
| UK Albums Chart | 39      |

| Lista (2010-2019) | Pozycja |
| ----------------- | ------- |
| UK Albums Chart   | 71      |

| Państwo               | Status                       |
| --------------------- | ---------------------------- |
| Kanada (Music Canada) | platynowa płyta (80,000)     |
| Wielka Brytania (BPI) | 2x platynowa płyta (840,000) |
| USA (RIAA Norwegia)   | platynowa płyta (1,000,000)  |

## Historia wydania

### Lights
| Kraj                     | Data             | Wytwórnia              | Format               | Ref.    |
| ------------------------ | ---------------- | ---------------------- | -------------------- | ------- |
| Irlandia                 | 26 lutego 2010   | Polydor Records        | CD, Digital download | [ 126 ] |
| Holandia                 | 26 lutego 2010   | Universal Music        | CD, Digital download | [ 127 ] |
| Szwecja                  | 1 marca 2010     | Universal Music        | CD, Digital download | [ 128 ] |
| Wielka Brytania          | 1 marca 2010     | Polydor Records        | CD, Digital download | [ 129 ] |
| Kanada                   | 2 marca 2010     | Universal Music        | CD, Digital download | [ 130 ] |
| Polska                   | 26 marca 2010    | Universal Music        | CD, Digital download | [ 131 ] |
| Włochy                   | 9 kwietnia 2010  | Universal Music        | CD, Digital download | [ 132 ] |
| Australia                | 16 kwietnia 2010 | Universal Music        | CD, Digital download | [ 133 ] |
| Niemcy                   | 14 maja 2010     | Universal Music        | CD, Digital download | [ 134 ] |
| Kanada (ponowne wydanie) | 8 marca 2011     | Cherrytree, Interscope | CD, Digital download | [ 135 ] |
| Stany Zjednoczone        | 8 marca 2011     | Cherrytree, Interscope | CD, Digital download | [ 136 ] |
| Wielka Brytania          | 15 czerwca 2015  | Polydor                | LP                   | [ 137 ] |

### Bright Lights
| Kraj            | Data              | Wytwórnia       | Ref.    |
| --------------- | ----------------- | --------------- | ------- |
| Irlandia        | 26 listopada 2010 | Polydor Records | [ 138 ] |
| Wielka Brytania | 29 listopada 2010 | Polydor Records | [ 97 ]  |
| Szwecja         | 20 grudnia 2010   | Universal Music | [ 139 ] |
| Niemcy          | 21 grudnia 2010   | Universal Music | [ 139 ] |
| Włochy          | 6 stycznia 2011   | Universal Music | [ 139 ] |
| Holandia        | 7 stycznia 2011   | Universal Music | [ 140 ] |
| Polska          | 1 lipca 2011      | Universal Music | [ 141 ] |

### Lights 10
| Kraj  | Data             | Wytwórnia | Format                      | Ref.    |
| ----- | ---------------- | --------- | --------------------------- | ------- |
| Świat | 26 lutego 2020   | Universal | digital download, streaming | [ 142 ] |
| Świat | 26 września 2020 | Polydor   | LP                          | [ 143 ] |